# Eucalyptus deglupta
Eucalyptus deglupta, jinak také eukalyptus oloupaný, obecně známý také jako duhový eukalyptus, je druh vytrvalé dvouděložné rostliny náležící čeledi myrtovité (Myrtaceae). Ze zástupců rodu blahovičník (Eucalyptus) se jako jediný přirozeně vyskytuje v oblasti severní hemisféry.

## Synonyma
- Eucalyptus multiflora Rich. ex A.Gray in U.S. Expl. Exped., Phan. 1: 554 (1854), nom. illeg.
- Eucalyptus naudiniana F.Muell. in Australas. J. Pharm. 1: 239 (1886)
- Eucalyptus sarassa Blume in Mus. Bot. 1: 84 (1850)
- Eucalyptus schlechteri Diels in Bot. Jahrb. Syst. 57: 423 (1922)
- Eucalyptus versicolor Blume in Mus. Bot. 1: 84 (1850) [4]

## Popis
Rostlina má formu stálezeleného, rychlerostoucího (až 1,8 m ročně) stromu, dorůstajícího do výšky 35-60 m, výjimečně až 75 m a šířky kmene až 2,4 m. Borka se v období léta proužkovitě slupuje a postupně odhaluje novou, která v průběhu stárnutí postupně mění svou barvu od bledě zelené přes žlutou, oranžovou, červenou, šedivou, purpurovou až hnědou, poté se cyklus znovu opakuje. Jedinci pěstovaní mimo své přirozené prostředí mají tendenci být nižší a jejich borka se v průběhu olupování nejeví tak pestře jako u divoce rostoucích jedinců. 
Listy jsou neopadavé, tvarem nejprve oválné, poté kopinaté, sudozpeřené, krátce řapíkaté, vstřícně uspořádané. Sušené obsahují nepatrné množství esenciálních olejů (0,2%), majoritně je přítomen citronellal.
Bílé až smetanové, drobné květy jsou latovitě uspořádány v trsech po 3-7. Okvětí je srostlé, jemně tyčinkovité, kalich je polokulovitý, pedicely jsou 0,5 cm dlouhé, hranaté. Kvetení probíhá celoročně.
Plodem jsou kulovité až diskovité, tmavě hnědé, dřevnaté tobolky uzavřené 3-4 vystupujícími chlopněmi, obsahující 3-12 drobných, zploštělých, hnědých semen.

## Ekologie
Duhový eukalyptus je typickou součástí flóry subtropických až tropických australasijských pralesů, a to od nížin až po vysokohorský stupeň (2500 m n. m.). Preferuje slunná místa s výživnou, propustnou, dlouhodobě vlhkou půdou, proto velmi často můžeme jeho četné porosty najít práve v blízkosti řek. Ochotně však rostou také na stanovištích dříve sažených vulkanickou činností nebo hrubých písčitých či vápnitých substrátech. Kvůli silné deforestaci začíná přirozeně rostoucí populace spolu s původními pralesy pomalu mizet - dle IUCN je klasifikován jako zranitelný.

## Rozšíření
Druh je přirozeně rozšířen v oblastech Nové Guineje, Moluckých ostrovů, Bismarckových ostrovů, Malých Sund, Filipín a ostrova Sulawesi, zavlečen byl však i do Střední Ameriky - jako nepůvodní druh je součástí flóry Kostariky, Kuby, Salvadoru, Havajských ostrovů, Hondurasu, Nikaragui, Panamy, Karolín, Portorika a Trinidadu a Tobaga.

## Galerie

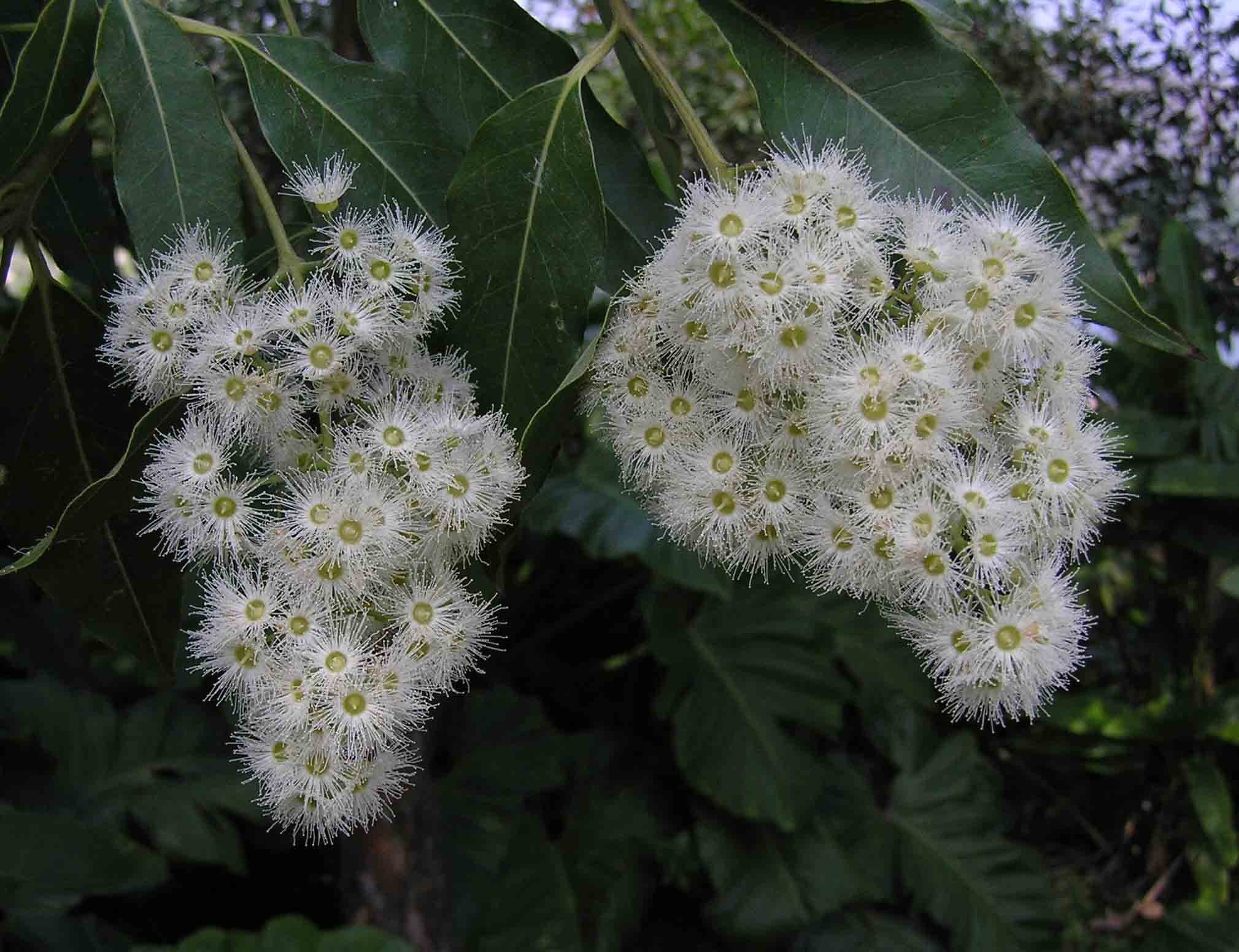
Květy
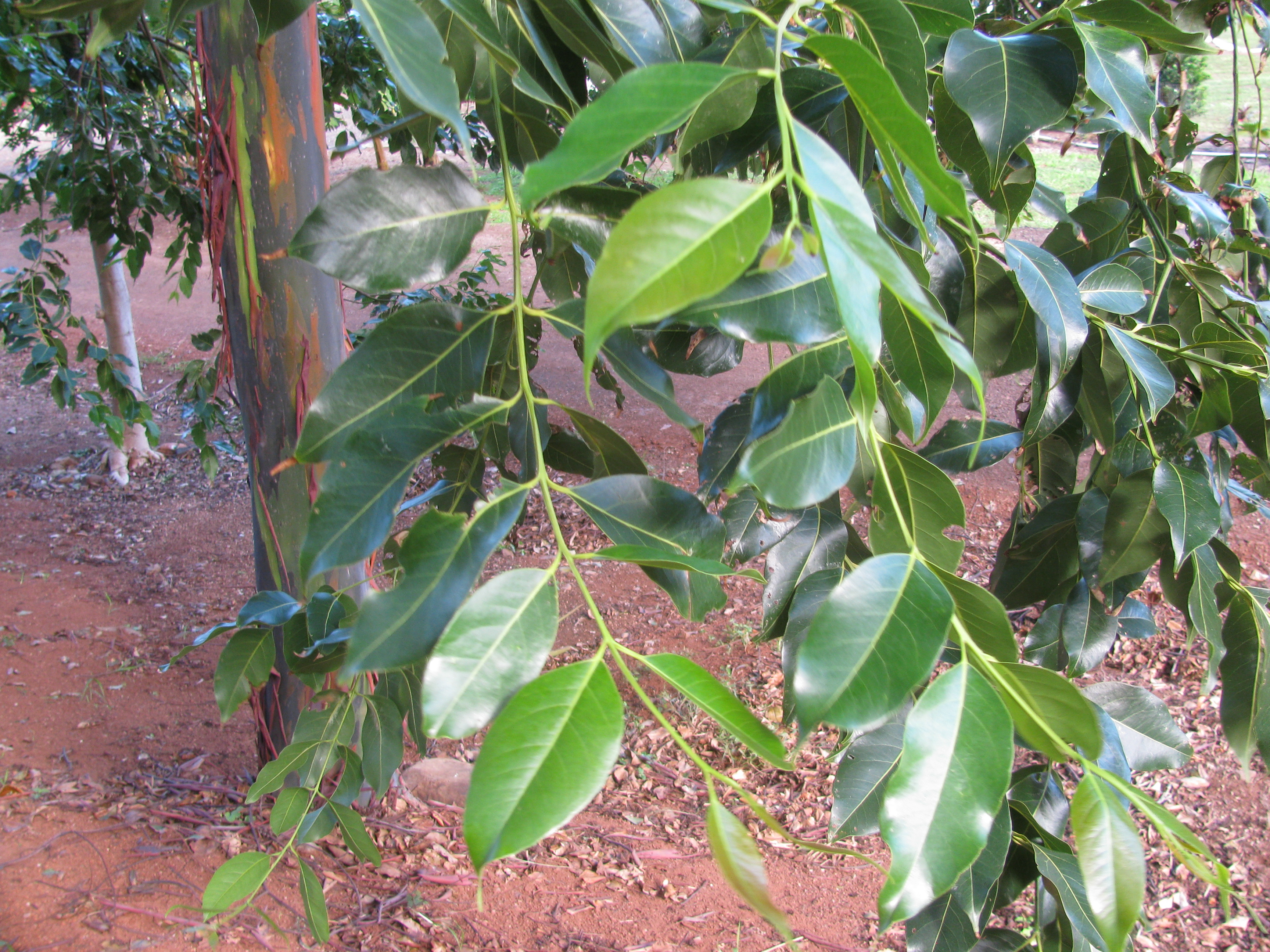
Listy
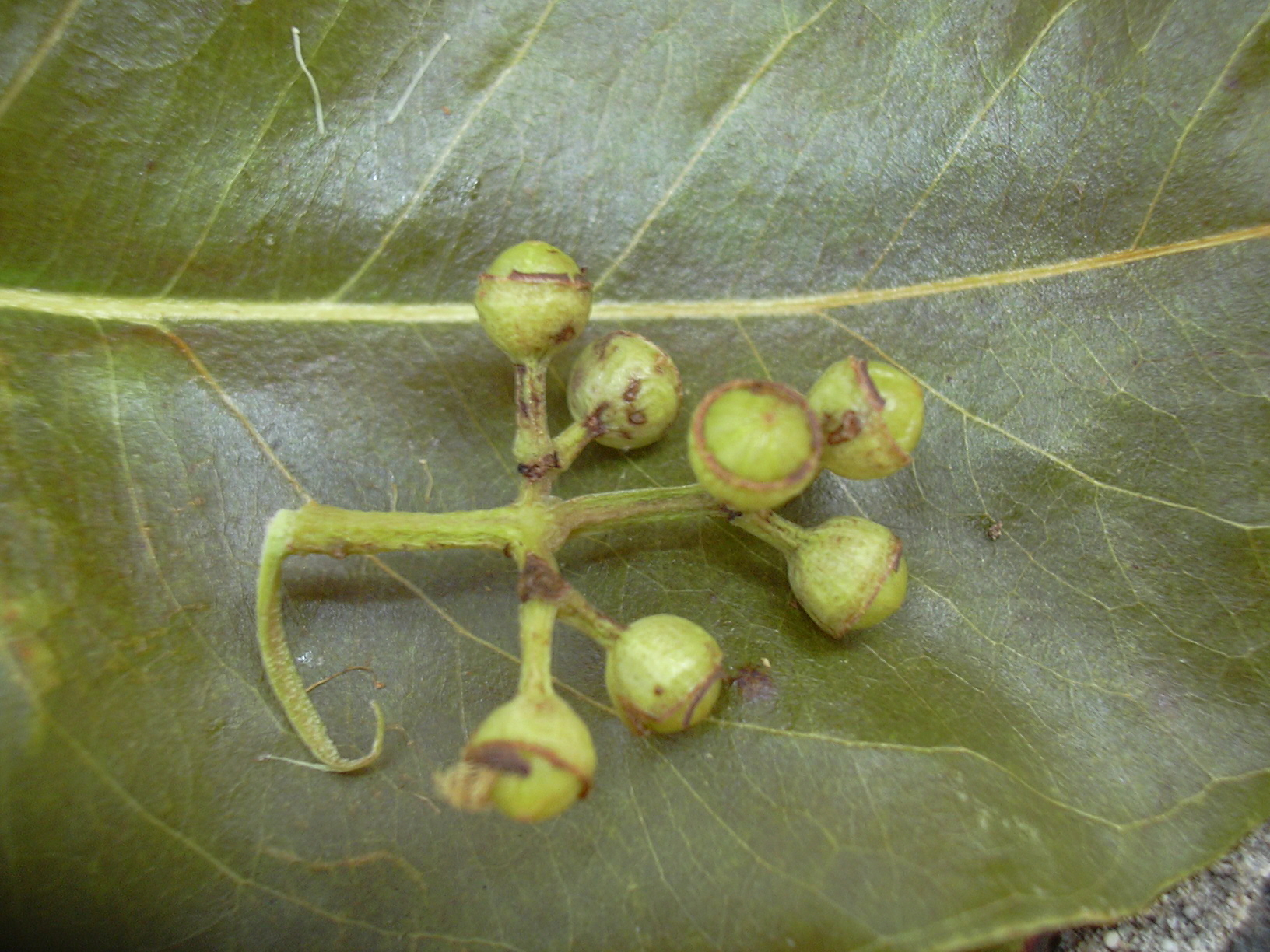
Plody
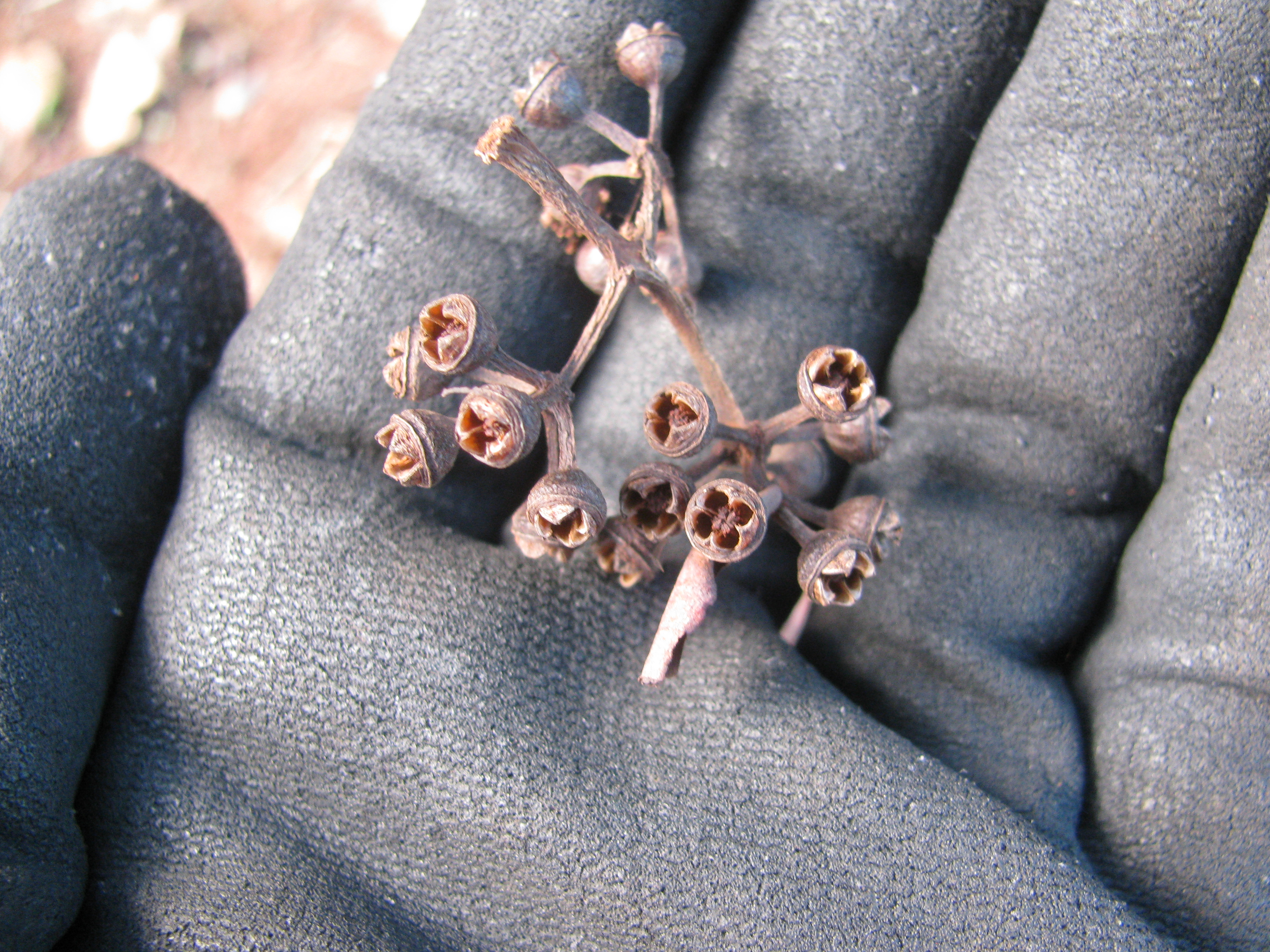
Plody
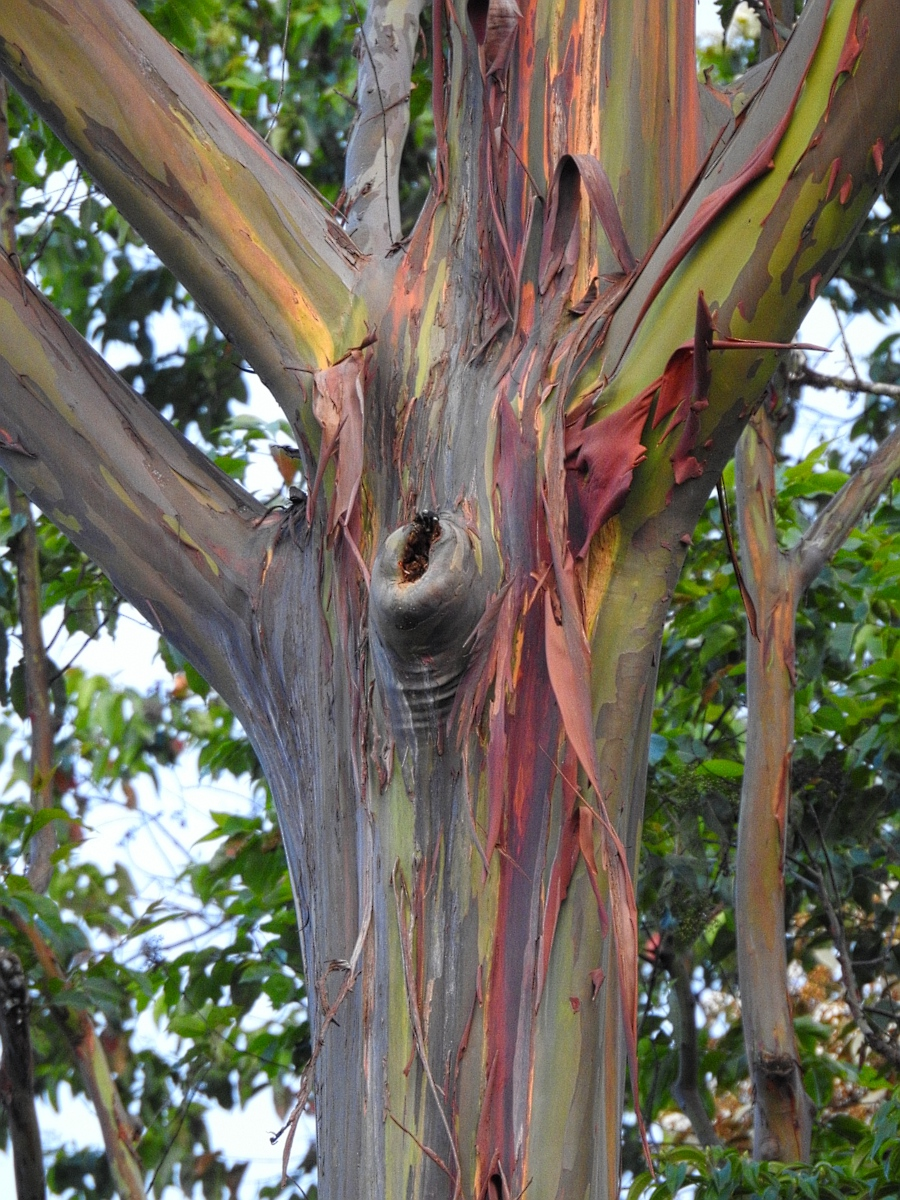
Odlupující se barevná kůra
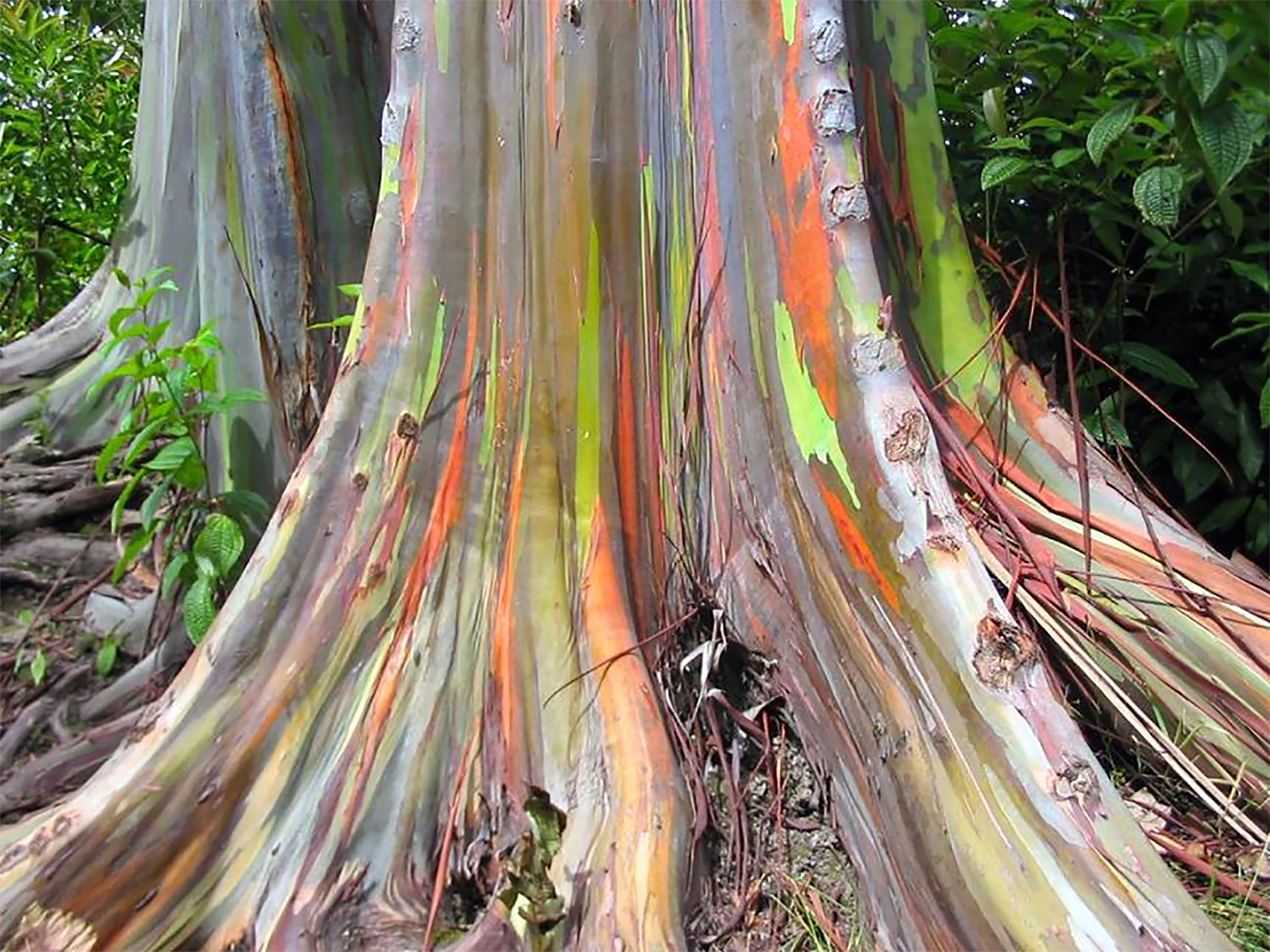
Detail kmene
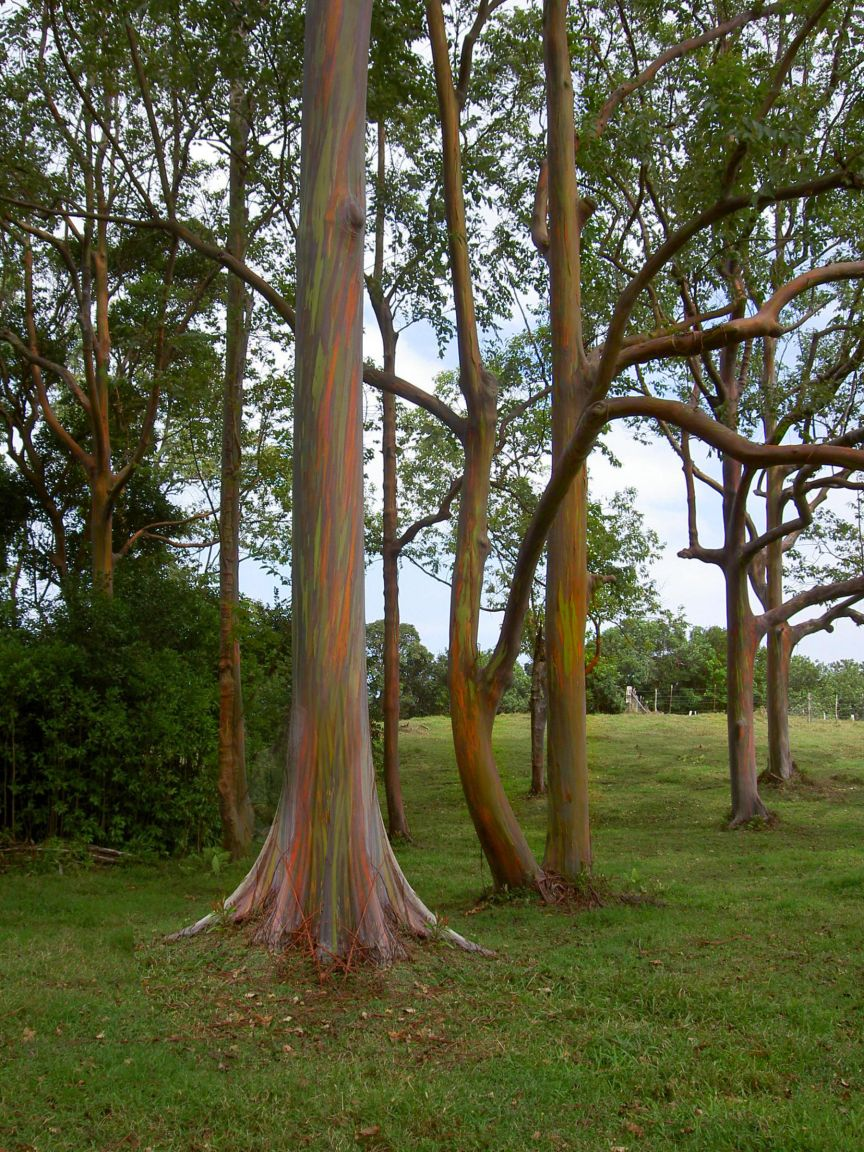
Umělý porost
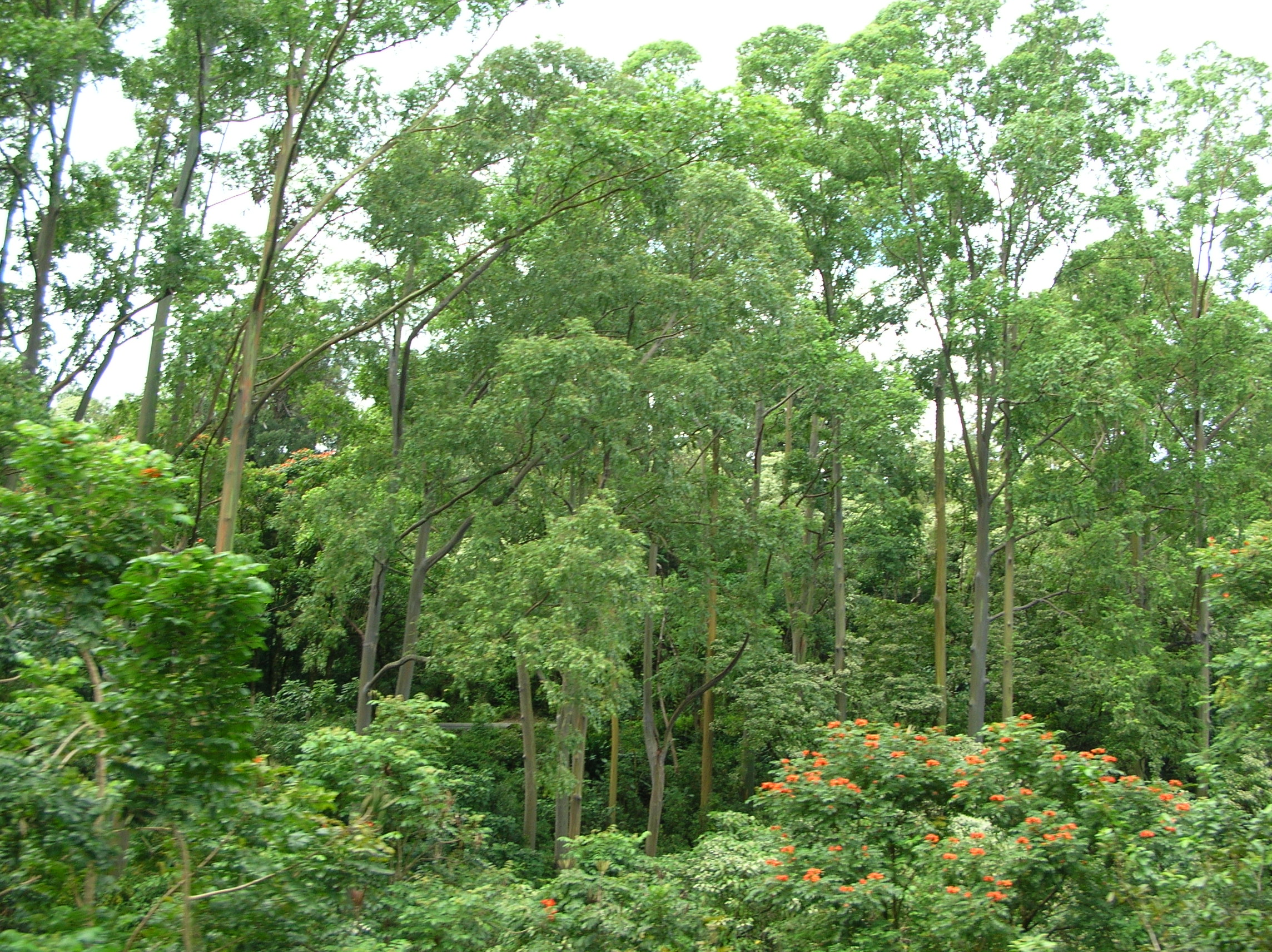
Pralesní porost, Maui

## Význam
Pro svou atraktivně zbarvenou borku je strom v teplejších oblastech vysazován jakožto okrasná rostlina. Pevné, odolné dřevo je používáno ve stavebnictví, k výrobě nábytku, lodních konstrukcí, dřevotřísky, sololitu, dřevěného uhlí, papíru a buničiny.